# Boucardicus victorhernandezi
Boucardicus victorhernandezi é uma espécie de gastrópode da família Cyclophoridae.
É endémica de Madagáscar.
Os seus habitats naturais são: florestas secas tropicais ou subtropicais.
Está ameaçada por perda de habitat.